# Eraldo Da Roma
Pour les articles homonymes, voir Roma.
Eraldo Judiconi, né le 1er mars 1900 à Rome, ville où il est mort le 27 mars 1981, est un monteur italien, connu sous le pseudonyme de Eraldo Da Roma.

## Biographie
Eraldo Da Roma est monteur sur plus de cent-cinquante films (essentiellement italiens ou en coproduction), les quatre premiers sortis en 1936, le dernier en 1973.
Il collabore notamment avec les réalisateurs Roberto Rossellini (ex. : Rome, ville ouverte en 1945), Vittorio De Sica (ex. : Le Voleur de bicyclette en 1948), Luigi Zampa (ex. : La Belle Romaine en 1954), Michelangelo Antonioni (ex. : L'Éclipse en 1962), ou encore Antonio Pietrangeli (ex. : La Fille de Parme en 1963).
Parmi ses autres films notables, mentionnons Eugénie Grandet de Mario Soldati (1946), Les Derniers Jours de Pompéi de Mario Bonnard — aux côtés duquel il débute — et Sergio Leone (1959), ainsi que Cyrano et d'Artagnan d'Abel Gance (1964).
À noter aussi (expérience unique comme acteur) un petit rôle non crédité dans Les Époux terribles d'Antonio Pietrangeli (1958).
Eraldo Da Roma est l'oncle de Nino Baragli (1925-2013), également monteur.

## Filmographie partielle

### Comme monteur

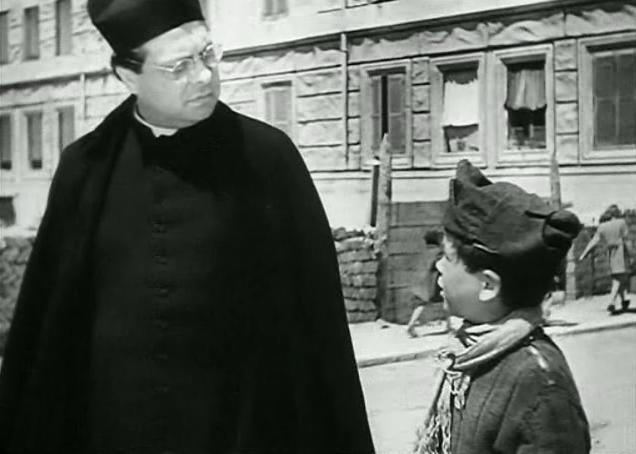
Rome, ville ouverte (1945),
avec Aldo Fabrizi

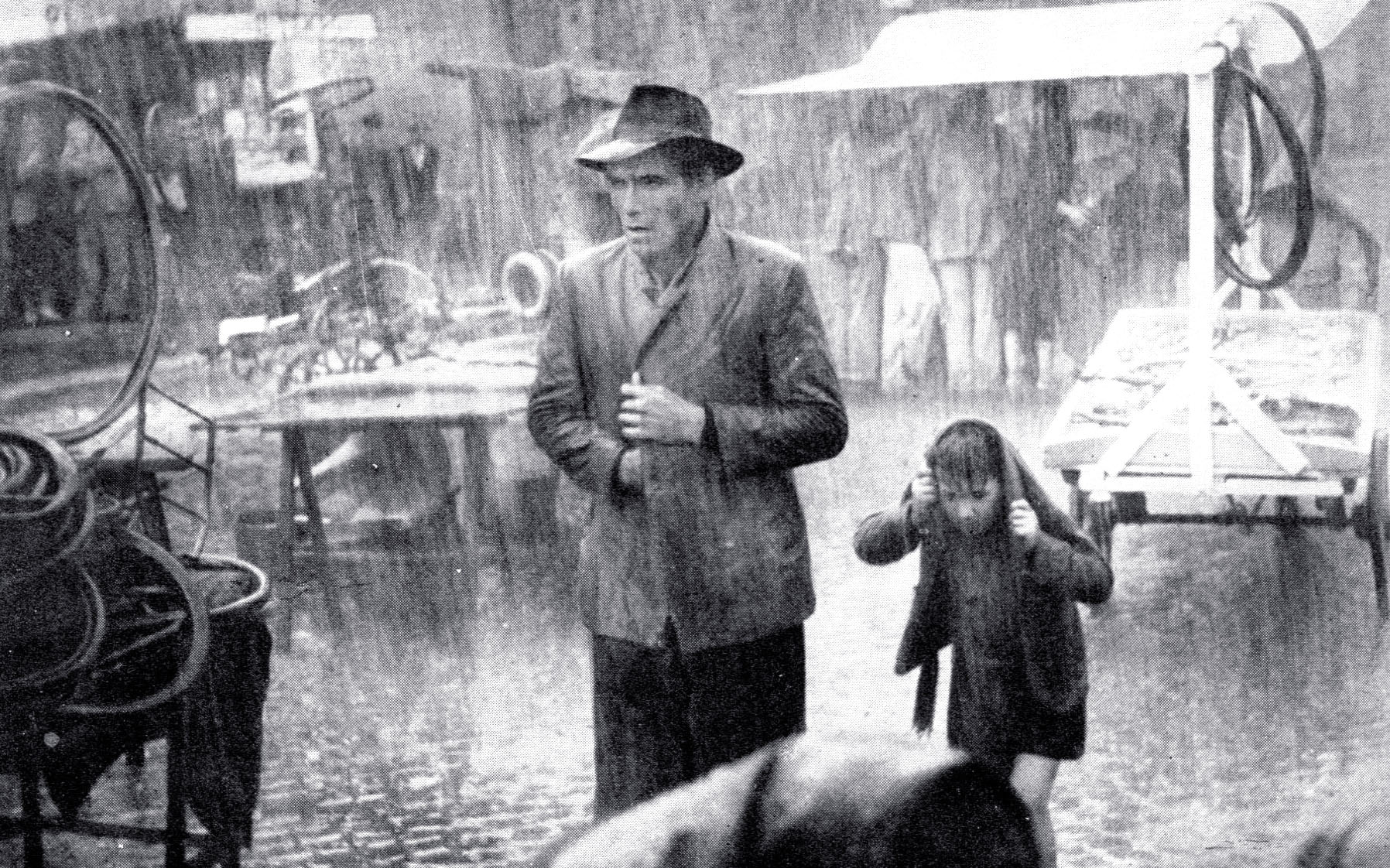
Le Voleur de bicyclette (1948),
avec Lamberto Maggiorani et Enzo Staiola

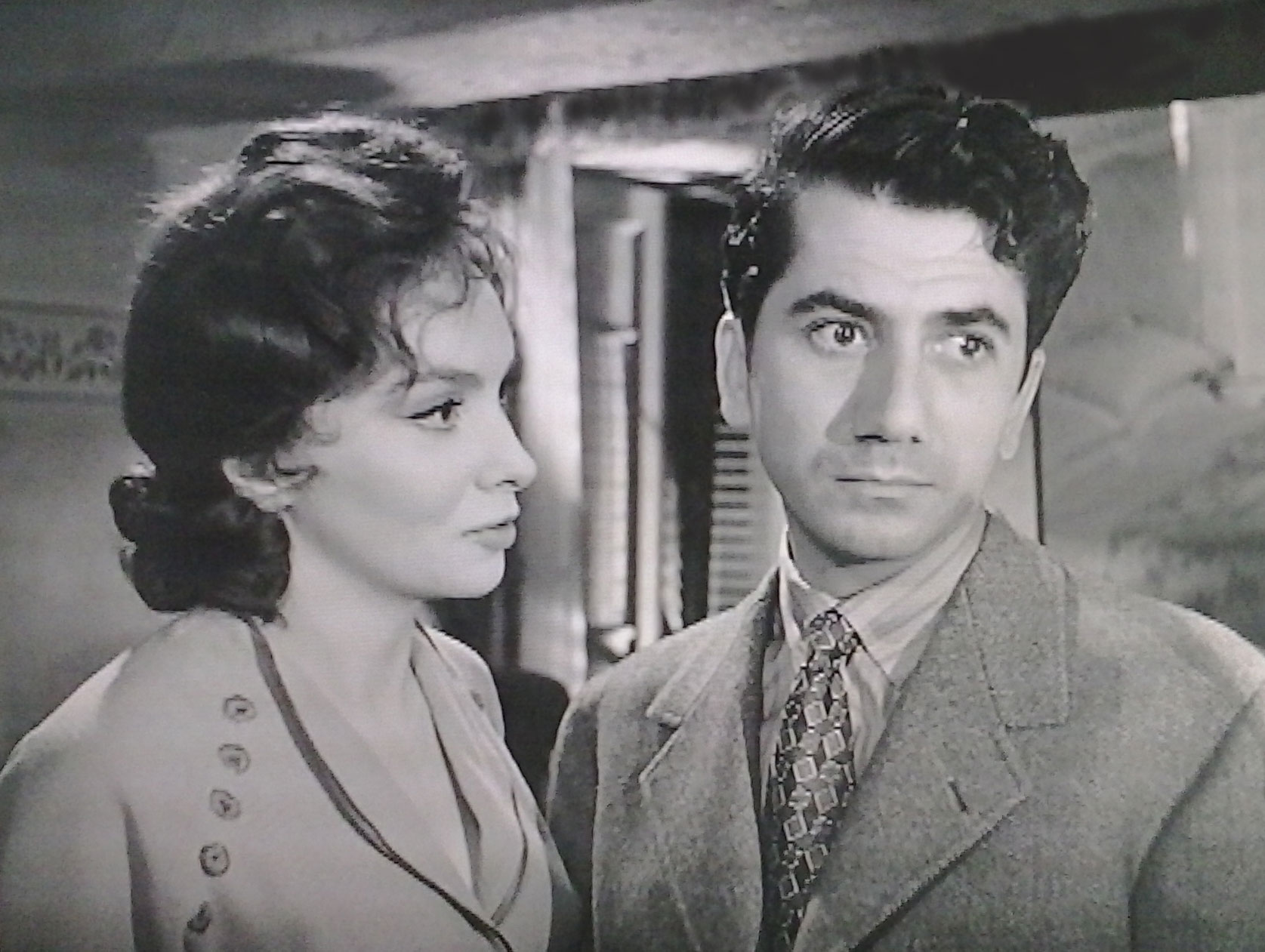
La Belle Romaine (1954),
avec Gina Lollobrigida et Daniel Gélin

Un dénommé Squarcio (1957),
avec Alida Valli et Yves Montand

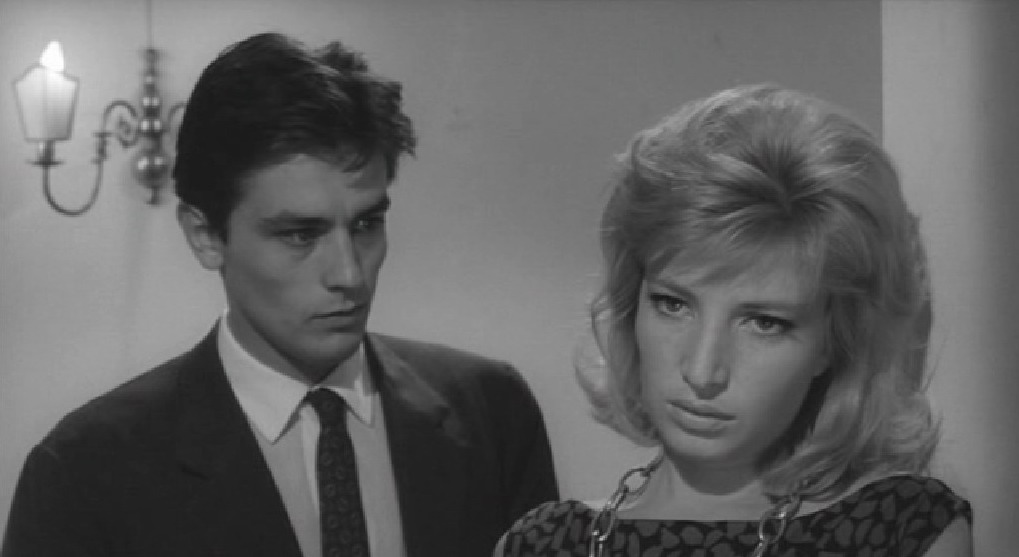
L'Éclipse (1962),
avec Alain Delon et Monica Vitti

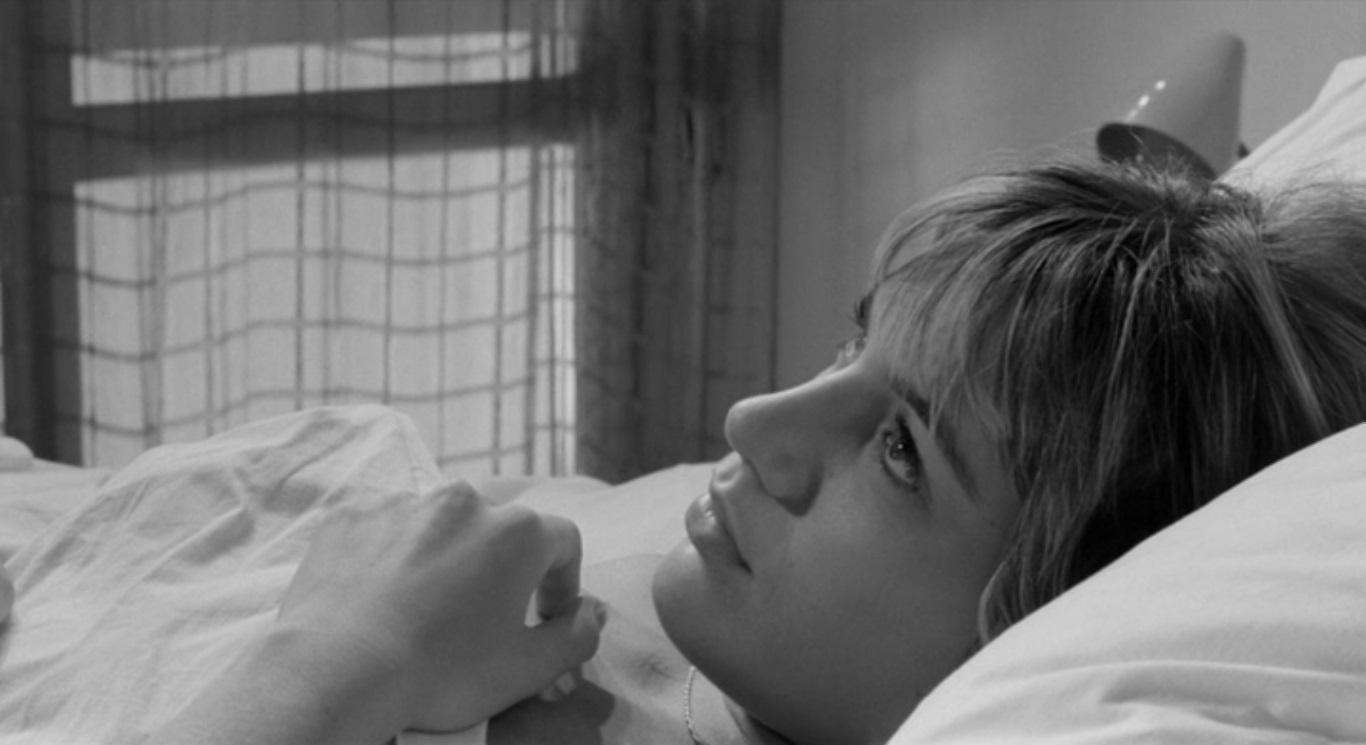
La Fille de Parme (1963),
avec Catherine Spaak

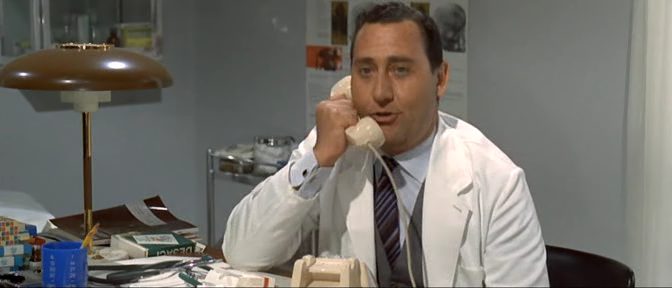
Le Gynéco de la mutuelle (1968),
avec Alberto Sordi

- 1938 : L'amor mio non muore! de Giuseppe Amato
- 1939 : Le Père Lebonnard de Jean de Limur
- 1939 : Dernière Jeunesse de Jeff Musso
- 1940 : Lucrezia Borgia d'Hans Hinrich
- 1940 : Angélica de Jean Choux
- 1941 : Le Navire blanc (La nave bianca) de Roberto Rossellini
- 1942 : La Dame de l'Ouest (Una signora dell'Ouest) de Carl Koch
- 1942 : Un pilote revient (Un pilota ritorna) de Roberto Rossellini
- 1942 : Nous, les vivants (Noi vivi) de Goffredo Alessandrini
- 1942 : Le Lion de Damas (Il leone di Damasco) de Corrado D'Errico et Enrico Guazzoni
- 1943 : L'Homme à la croix (L'uomo dalla croce) de Roberto Rossellini
- 1943 : Sant'Elena, piccola isola d'Umberto Scarpelli et Renato Simoni
- 1945 : Le Forgeron de la Cour-Dieu (Il fabbro del convento) de Max Calandri (it)
- 1945 : Rome, ville ouverte (Roma città aperta) de Roberto Rossellini
- 1946 : Eugénie Grandet (Eugenia Grandet) de Mario Soldati
- 1946 : Païsa (Paisà) de Roberto Rossellini
- 1946 : Un americano in vacanza de Luigi Zampa
- 1947 : L'Honorable Angelina (L'onorevole Angelina) de Luigi Zampa
- 1948 : Allemagne année zéro (Germania anno zero) de Roberto Rossellini
- 1948 : Les Années difficiles (Anni difficili) de Luigi Zampa
- 1948 : L'Homme au gant gris (L'uomo dal guanto grigio) de Camillo Mastrocinque
- 1948 : Le Voleur de bicyclette (Ladri di biciclette) de Vittorio De Sica
- 1948 : L'amore de Roberto Rossellini
- 1949 : Tocsin (Campane a martello) de Luigi Zampa
- 1950 : La Ceinture de chasteté (La cintura di castità) de Camillo Mastrocinque
- 1950 : Chronique d'un amour (Cronaca di un amore) de Michelangelo Antonioni
- 1950 : Pour l'amour du ciel (È più facile che un cammello…) de Luigi Zampa
- 1951 : Miracle à Milan (Miracolo a Milano) de Vittorio De Sica et Cesare Zavattini
- 1951 : Rome-Paris-Rome (Signori, in carrozza!) de Luigi Zampa
- 1951 : Mamma mia che impressione! de Roberto Savarese
- 1952 : Bonjour éléphant ! (Buongiorno, elefante!) de Gianni Franciolini
- 1952 : Les Coupables (Processo alla città) de Luigi Zampa
- 1952 : Umberto D. de Vittorio De Sica
- 1952 : Le Manteau (Il cappotto) d'Alberto Lattuada
- 1953 : Les Vaincus (I vinti) de Michelangelo Antonioni
- 1953 : Anni facili de Luigi Zampa
- 1953 : Le Chemin de l'espérance (Il viale della speranza) de Dino Risi
- 1953 : La Dame sans camélia (La signora senza camelie) de Michelangelo Antonioni
- 1953 : Station Terminus (Stazione Termini) de Vittorio De Sica
- 1953 : Nous les femmes (Siamo donne), film à sketches, épisode Isa Miranda de Luigi Zampa
- 1953 : Du soleil dans les yeux (Il sole negli occhi) d'Antonio Pietrangeli
- 1953 : L'Amour à la ville (L'amore in città), film à sketches de Michelangelo Antonioni et autres
- 1953 : La Maison du silence (La voce del silenzio) de Georg Wilhelm Pabst
- 1954 : La Belle Romaine (La romana) de Luigi Zampa
- 1954 : Les Gaîtés de l'escadron (Allegro squadrone) de Paolo Moffa
- 1954 : L'Or de Naples (L'oro di Napoli), film à sketches de Vittorio De Sica
- 1954 : Il matrimonio, film à sketches d'Antonio Petrucci
- 1954 : L'Art de se débrouiller (L'arte di arrangiarsi) de Luigi Zampa
- 1955 : Les Cinq Dernières Minutes (Gli ultimi cinque minuti) de Giuseppe Amato
- 1955 : Femmes entre elles (Le amiche) de Michelangelo Antonioni
- 1955 : Le Célibataire (Lo scapolo) d'Antonio Pietrangeli
- 1955 : La Belle des belles (La donna più bella del mondo) de Robert Z. Leonard
- 1955 : La Chasse aux maris (Ragazze d'oggi) de Luigi Zampa
- 1956 : Amours de vacances (Tempo di villegiatura) d'Antonio Racioppi
- 1956 : Questa è la vita, film à sketches de Luigi Zampa et autres
- 1956 : Le Toit (Il tetto) de Vittorio De Sica
- 1957 : L'Amour au collège (Terza liceo) de Luciano Emmer
- 1957 : Guendalina d'Alberto Lattuada
- 1957 : Les Fiancés de la mort (I fidanzati della morte) de Romolo Marcellini
- 1957 : Souvenirs d'Italie (Souvenir d'Italie) d'Antonio Pietrangeli
- 1957 : Le Cri (Il grido) de Michelangelo Antonioni
- 1957 : Un dénommé Squarcio (La grande strada azzurra) de Gillo Pontecorvo
- 1958 : Voleur et Voleuse (Ladro lui, ladra lei) de Luigi Zampa
- 1958 : Les Époux terribles (Nata di marzo) d'Antonio Pietrangeli
- 1958 : Anna de Brooklyn (Anna di Brooklyn) de Vittorio De Sica et Carlo Lastricati (it)
- 1959 : Les temps sont durs pour les vampires (Tempi duri per i vampiri) de Steno
- 1959 : Les Derniers Jours de Pompéi (Gli ultimi giorni di Pompei) de Mario Bonnard et Sergio Leone
- 1959 : Fripouillard et Cie (I tartassati) de Steno
- 1960 : Les Nuits de Raspoutine (L'ultimo zar) de Pierre Chenal
- 1960 : L'avventura de Michelangelo Antonioni
- 1960 : Gastone de Mario Bonnard
- 1960 : La Révolte des esclaves (La rivolta degli schiavi) de Nunzio Malasomma
- 1960 : Les Dents du diable (The Savage Innocents) de Nicholas Ray
- 1960 : L'Homme aux cent visages (Il mattatore) de Dino Risi
- 1960 : Adua et ses compagnes (Adua e le compagne) d'Antonio Pietrangeli
- 1961 : Le Colosse de Rhodes (Il colosso di Rodi) de Sergio Leone
- 1961 : Madame Sans-Gêne de Christian-Jaque
- 1961 : Les Joyeux Fantômes (Fantasmi a Roma) d'Antonio Pietrangeli
- 1961 : La Nuit (La notte) de Michelangelo Antonioni
- 1962 : Maciste contre le fantôme (Maciste contro il vampiro) de Giacomo Gentilomo et Sergio Corbucci
- 1962 : Les Amours difficiles (L'amore difficile), film à sketches de Nino Manfredi et autres
- 1962 : L'Éclipse (L'eclisse) de Michelangelo Antonioni
- 1963 : La Fille de Parme (La parmigiana) d'Antonio Pietrangeli
- 1963 : Annonces matrimoniales (La visita) d'Antonio Pietrangeli
- 1964 : Le Cocu magnifique (Il magnifico cornuto) d'Antonio Pietrangeli
- 1964 : Le Désert rouge (Il deserto rosso) de Michelangelo Antonioni
- 1964 : Cyrano et d'Artagnan d'Abel Gance
- 1964 : Frénésie d'été de Luigi Zampa
- 1965 : Les Trois Visages (I tre volti), film à sketches, épisode Il provino de Michelangelo Antonioni
- 1966 : Question d'honneur (Una questione d'onore) de Luigi Zampa
- 1967 : Le Nez qui siffle (Il fischio al naso) d'Ugo Tognazzi
- 1968 : Le Gynéco de la mutuelle (Il medico della mutua) de Luigi Zampa
- 1969 : Trois pour un massacre (Tepepa) de Giulio Petroni

### Acteur
- 1958 : Les Époux terribles (Nata di marzo) d'Antonio Pietrangeli : Tito (non crédité)